# Anbox
Anbox — свободное программное обеспечение с открытым исходным кодом, представляет собой слой совместимости, который позволяет мобильным приложениям и мобильным играм, разработанным для OS Android, работать в дистрибутивах GNU/Linux.
Среда выполнения Android реализуется посредством LXC (Linux Containers),  образ системного диска Android монтируется как loop-устройство, для запуска приложений используется собственное ядро.
Anbox был объявлен устаревшим 3 февраля 2023 года, так как больше не поддерживается активно.